# 日本經濟新聞社

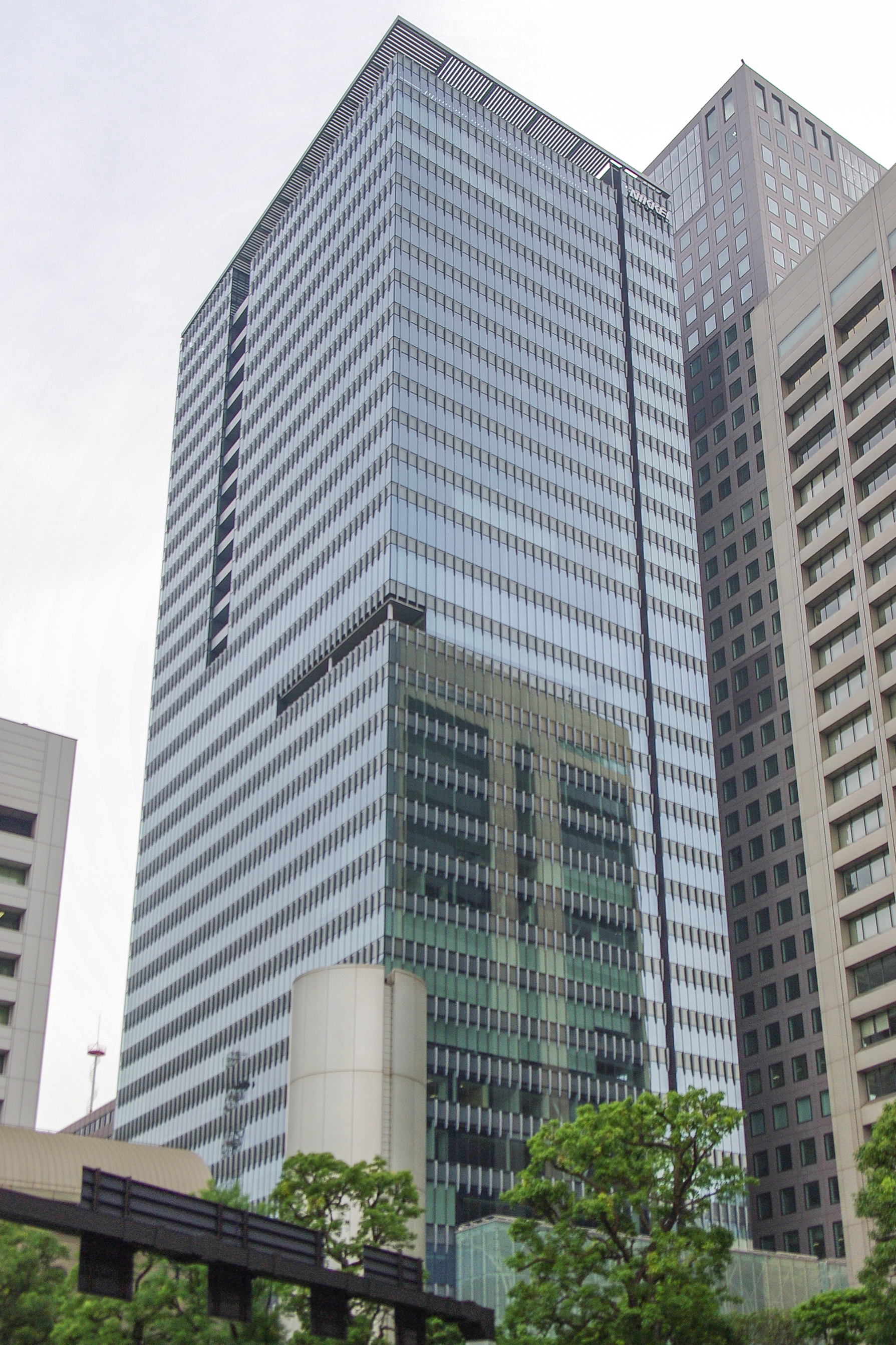
日本經濟新聞社東京本社大廈

株式會社日本經濟新聞社（日語：株式会社日本経済新聞社，にほんけいざいしんぶんしゃ）是日本的一家報社，出版發行日本經濟新聞等報刊，並亦運營數位媒體，並參與出版、廣播、文化事業經營。日本經濟新聞社在東京和大阪設有本社，名古屋、福岡、札幌、神戶、京都設有支社，並在全球33個城市設有支局。該社同時是日經系列媒體企業的核心企業，是以東京電視台為核心局的TXN各加盟台的大股東，並且持有日經CNBC、日經廣播電台以及英國金融時報。
日本經濟新聞社在世界33個城市設有取材據點。

## 外部連結
- 日本経済新聞社 公式サイト （页面存档备份，存于）